# Helga Schwarz-Schumann
Helga Schwarz-Schumann (* 21. Mai 1955 in Siegen) ist eine deutsche Politikerin (SPD) und war Abgeordnete des nordrhein-westfälischen Landtages.

## Leben
Nach der Mittleren Reife im Jahr 1971 folgte bis 1973 eine Ausbildung zur Technischen Zeichnerin bei der Firma Achenbach Buschhütten GmbH in Kreuztal. In den Jahren 1974 und 1975 besuchte sie im Rahmen des Zweiten Bildungsweges die Fachoberschule Technik in Siegen und verließ diese mit der Fachhochschulreife.
Von 1975 bis 1980 folgte ein Studium der Wirtschaftswissenschaften an der damaligen Gesamthochschule Siegen (der heutigen Universität Siegen), das sie als Diplom-Kauffrau abschloss. Von 1981 bis 1985 folgte ein weiteres Studium für das Lehramt an berufsbildenden Schulen (Sekundarstufe II).
In den Jahren 1985 bis 1989 war Schwarz-Schumann Gewerkschaftssekretärin bei der Gewerkschaft IG Metall in Lüdenscheid, bevor sie 1990 Bezirkssekretärin der IG Metall in Nordrhein-Westfalen wurde. 
Seit 2003 ist sie beurlaubt für ihre Landtagstätigkeit.
Helga Schwarz-Schumann ist verheiratet und hat zwei erwachsene Kinder.

## Politik
Schwarz-Schumann trat im Jahr 1988 der SPD bei. Zehn Jahre später wurde sie Vorsitzende des Ortsvereins Siegen-Ost. Seit dem Jahr 2000 ist sie Vorsitzende des SPD-Stadtverbandes Siegen.
Von 1999 bis 2004 war sie Mitglied im Rat der Stadt Siegen. Seit 2004 ist sie Mitglied des Kreistages Siegen-Wittgenstein. Von 2000 bis 2010 war sie Mitglied des nordrhein-westfälischen Landtages. Ihre Arbeitsschwerpunkte liegen insbesondere in der Frauenpolitik, zudem ist sie ordentliches Mitglied im Innenausschuss.
Im Dezember 2009 war Schwarz-Schumann in eine Affäre um überhöhte Sozialversicherungs-Zuschüsse für Politiker verwickelt.